# Diodotos Tryphon

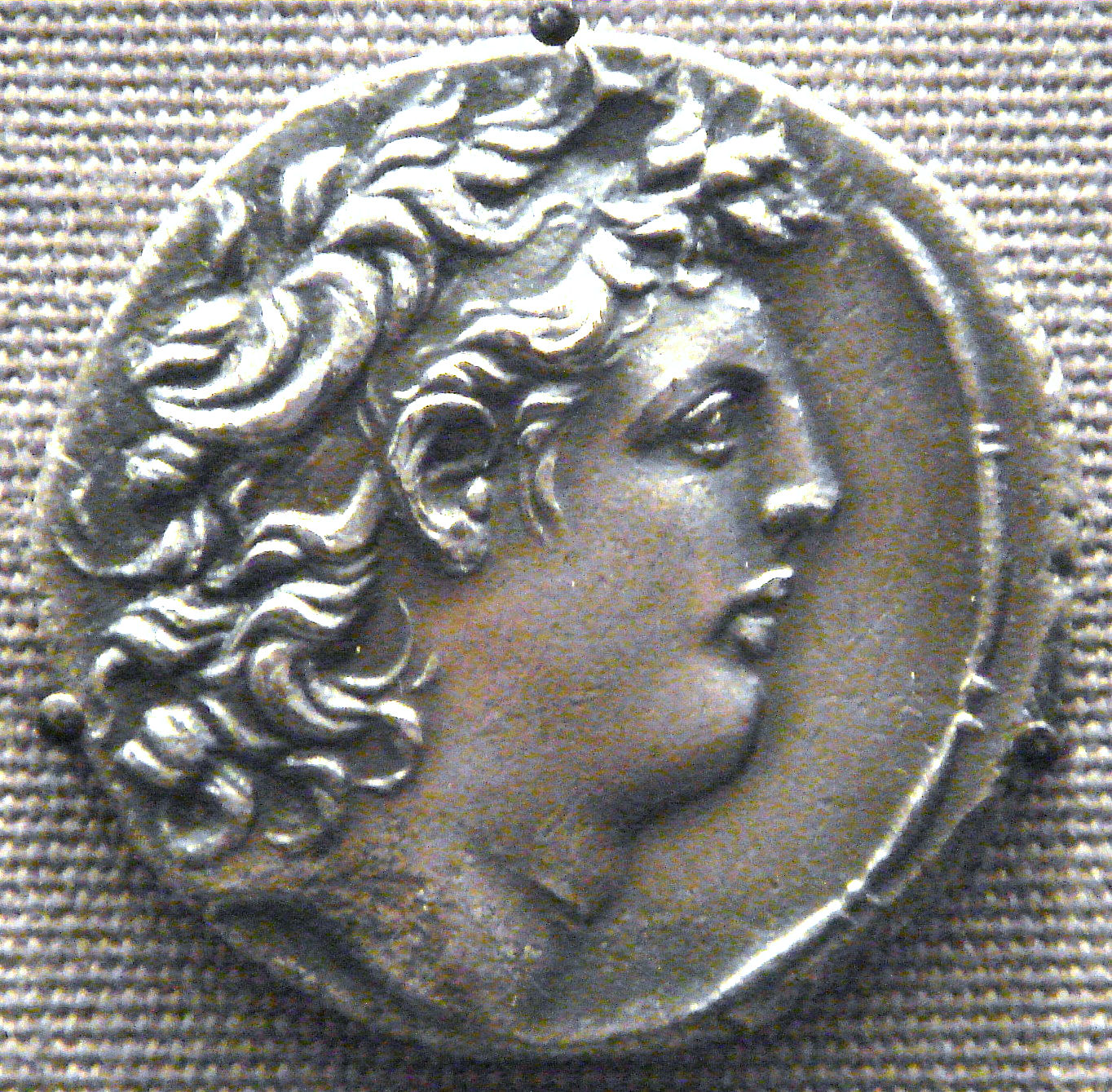
Münze des Diodotos Tryphon

Diodotos Tryphon (altgriechisch Διόδοτος Τρύφων Diódotos Trýphōn; * Kasiane bei Apameia am Orontes; † 137 v. Chr. in Apameia am Orontes) war ein König des Seleukidenreichs in Syrien. Er fungierte zuerst als Regent für den unmündigen Antiochos VI., ließ diesen aber wohl 142/141 v. Chr. ermorden und sich selbst zum König proklamieren. Dem Einfall des Antiochos VII. in Syrien 138 v. Chr. konnte der Usurpator militärisch nicht standhalten, wurde in Apameia eingeschlossen und kam dort 137 v. Chr. entweder durch Selbstmord oder Hinrichtung ums Leben.

## Leben

### Abstammung; frühe Militärkarriere
Diototos stammte aus dem Ort Kasiane nahe Apameia am Orontes Da dort makedonische Soldaten wohnten und Diodotos eine erfolgreiche Militärkarriere als Führer solcher Krieger einschlug, ferner den makedonischen Helm als Emblem auf von ihm geschlagene Münzen prägen ließ, war er wohl makedonischer Abkunft. Sein Beiname Tryphon bedeutet „Schwelger“; diesen nahm er erst nach der Usurpation des Königtums an und führte ihn nach Ausweis seiner Münzen offiziell. Der Beiname bezieht sich wohl auf sein politisches Programm, das besonders in Form der Tryphe als glanzvoller Selbstinszenierung Wohlstand propagierte.
Zuerst fungierte Diototos als Stratege des Seleukidenherrschers Demetrios I. Soter, wechselte dann aber um 150 v. Chr. mit einem Hierax, der wohl ein hoher Beamter oder Militär war, auf die Seite des Thronprätendenten Alexander I. Balas. In der Folge dürfte er einer der bedeutendsten Vertrauten von Alexander Balas gewesen sein. Als dieser die Herrschaft errungen hatte, bekleidete Diodotos zusammen mit Hierax den bedeutenden Posten eines Kommandanten der seleukidischen Hauptstadt Antiochia am Orontes. Auch hatte er den Rang eines Strategen inne.
Demetrios II. Nikator bekämpfte aber ab 147 v. Chr. Alexander Balas und sicherte sich die Unterstützung des ägyptischen Königs Ptolemaios VI, Philometor. Da Diodotos nun die Aussichten von Alexander Balas als hoffnungslos erachtete, überredete er gemeinsam mit Hierax die Einwohner Antiochias zum Abfall von ihm, und beide übergaben die Hauptstadt an Ptolemaios VI. Indessen fürchteten Diodotos und Hierax, dass Demetrios II. Rache an ihnen wegen ihres früheren Abfalls von seinem Vater nehmen würde. Daher bewogen sie die Soldaten und Bürger Antiochias, Ptolemaios VI. die Herrschaft über das Seleukidenreich anzubieten. Unter Bedachtnahme auf die mögliche Reaktion Roms lehnte der ägyptische Herrscher den ihm angetragenen Königstitel ab und starb bald danach etwa im Juli 145 v. Chr. in Syrien. So vermochte Demetrios II. die Regierung anzutreten und ging gegen die einstigen Anhänger des Alexander Balas vor. Diodotos flüchtete an den Rand der arabischen Wüste im östlichen Syrien. Dort lebte er vermutlich kurzzeitig als Räuberhauptmann.

### Regent für Antiochos VI.; Kampf gegen Demetrios II.
Da Demetrios II. die makedonischen Soldaten entließ, die wahrscheinlich im Dienst von Alexander Balas gestanden waren, und hauptsächlich nur seinen loyalen kretischen Söldnern vertraute, und da er auch harte Maßnahmen gegen die ihm abgeneigte Bürgerschaft Antiochias ergriff, schuf er sich immer mehr Gegner. Diodotos stellte sich an die Spitze der Aufständischen und Unzufriedenen und erlangte dadurch eine so starke Position, dass er das strategisch bedeutsame Apameia am Orontes unter seine Kontrolle bringen konnte. In dieser Stadt lagerten zahlreiche seleukidische Arsenale; auch wohnten dort viele makedonische Krieger. Daraufhin wandte sich Diodotos an den arabischen Fürsten Iamblichos und bat, dass dieser ihm den in dessen Obhut befindlichen, etwa zweijährigen Antiochos, Sohn des Alexander Balas, übergeben möge. Zur Begründung seines Wunsches gab Diodotos an, dass er den kleinen Antiochos zum syrischen Thron verhelfen wolle. Iamblichos, der eventuell über Emesa regierte, hatte zunächst Bedenken, stimmte aber letztlich zu. Diodotos rief Balas’ Sohn als Antiochos VI. zum König und sich selbst zum Regenten während dessen Minderjährigkeit aus. So rechtfertigte er seinen Krieg gegen Demetrios II. als legitimen Kampf für die Thronrechte des kleinen Antiochos.
In der Folge gelang Diodotos die Eroberung des nördlich Apameias gelegenen Chalkis. Da er auch auf das verbündete Emesa zählen konnte, kontrollierte er nun das Hinterland Nordsyriens. Dieses Territorium, das sein Kerngebiet war, vermochte er bis zu seinem Tod zu behaupten. Einer auf Befehl von Demetrios II. gegen ihn gezogenen Armee brachte Diodotos in einer Feldschlacht eine Niederlage bei, woraufhin er Elefanten erbeutete. Seine Truppen besetzen außerdem die syrische Metropole Antiochia. Nach dem numismatischen Befund war Diodotos Anfang 144 v. Chr. in den Besitz Apameias gelangt und hatte sich Ende 144 oder Anfang 143 v. Chr. Antiochias bemächtigt. Demetrios II. wich in das stark befestigte Seleukeia Pieria aus.
Zur weiteren Stärkung seiner Stellung ging Diodotos – wie bereits früher Alexander Balas – eine Allianz mit dem Makkabäer Jonatan ein. Ferner ernannt er Jonatans Bruder Simon zum Strategen über die Küstenregion von Tyros bis Gaza. In dieser Funktion durfte Simon die von Demetrios II. okkupierten Städte Palästinas in seinen Besitz bringen. Simon unternahm die entsprechenden Eroberungszüge nur nominell im Auftrag von Diodotos, strebte jedoch die Autonomie Judäas an. Aufgrund des einstweiligen Bündnisses von Diodotos und Jonatan ging Demetrios II. seiner Besitzungen in Südsyrien verlustig, doch war Diodotos an den dortigen Gefechten nicht selbst beteiligt. Demetrios II. beherrschte damit nur noch die nordsyrische Küste von Tyros bis Seleukeia sowie Kilikien und im Osten Mesopotamien. Diodotos bekriegte nun Demetrios’ Streitkräfte an der nordsyrischen Küste und brachte allmählich die Städte Berytos, Arados, Byblos, Orthosia, Ptolemais, Dora und Askalon in seine Gewalt. Wie die damaligen Kampfhandlungen im Einzelnen abliefen, ist aufgrund der lückenhaften Überlieferung nicht feststellbar.
Wahrscheinlich gehört zu diesen um den Besitz der nordsyrischen Küste ausgetragenen Kämpfen auch die in einem erhaltenen Fragment des Poseidonios überlieferte Nachricht von einer militärischen Auseinandersetzung zwischen Diodotos und einem Feldherrn Demetrios’ II. namens Sarpedon. Demzufolge fand dieses Gefecht an der Küste zwischen Ptolemais und Tyros statt, und obwohl Diodotos’ Verbände zuerst erfolgreich gewesen seien, wären viele ihrer Soldaten beim Rückmarsch aufgrund einer Flut umgekommen. Offenbar blieb der Ausgang des Gefechts weitgehend folgenlos, weil Diodotos den Besitz von Ptolemais bis zu seinem Tod behauptete. Im Grenzgebiet von Kilikien und Pamphylien besaß Diodotos einen wichtigen Stützpunkt in dem Küstenort Korakesion. Er förderte die Unternehmungen kilikischer Seeräuber; laut Strabon war dies der Auslöser für das Überhandnehmen des dortigen Piratenunwesens.

### Krieg gegen die Makkabäer
Die erwähnte Ausdehnung des von ihm beherrschten Gebiets dürfte Diodotos wohl bereits 143 v. Chr. erreicht haben. Er hielt seine Machtstellung nun für ausreichend, um sein Bündnis mit den Makkabäern zu lösen und kriegerisch gegen sie vorzugehen. Seine Vorgehensweise lag in den immer größeren jüdischen Autonomiebestrebungen begründet. Es wurde offensichtlich, dass Jonatan sich nicht als im Auftrag von Diodotos und Antiochos VI. handelnder syrischer Beamter, sondern als Souverän des jüdischen Volks betrachtete und dementsprechend etwa auf eigene Faust ein Bündnis mit Rom einging und in Judäa Festungsbauten errichten ließ. Diodotos war bemüht, als neuer Herr des Seleukidenreichs dessen Einheit wiederherzustellen. Die jüdischen Quellen (1. Buch der Makkabäer, Flavius Josephus), die als einzige erhaltene antike Geschichtswerke über diese Vorgänge berichten, stellen die Gründe für den Bruch zwischen Diodotos und Jonatan völlig einseitig dar. Demetrios II. konnte von den Auseinandersetzungen zwischen Diodotos und den Makkabäern in Palästina nicht profitieren, stellte also keine ernsthafte Bedrohung mehr dar.
Diodotos zog mit einer Armee von Antiochia aus gegen Judäa und erschien mit ihr bei Skythopolis. Dort stellte sich ihm Jonatan mit einer Armee von angeblich 40.000 Soldaten entgegen, so dass Diodotos ihn nicht anzugreifen wagte. Nach der Darstellung der jüdischen Autoren verlegte er sich daher auf eine List, um Jonatan in seine Gewalt zu bringen. Er behauptete, dass er in friedlicher Absicht gekommen sei und Jonatan die Stadt Ptolemaïs und weitere Städte übergeben wolle, wenn Jonatan sich mit ihm nach Ptolemaïs begeben würde. Dazu brauche der Makkabäer-Führer kein großes Heer, sondern es reiche, wenn er mit wenigen Begleitern erschiene. Jonatan kam daraufhin mit tausend Mann nach Ptolemaïs, wo ihn Diodotos sogleich gefangen nehmen und dessen Begleiter niedermachen ließ.
Jonatans Bruder Simon wurde zum neuen jüdischen Anführer bestimmt, zog alle verfügbaren Streitkräfte zusammen und ließ die Befestigungsanlagen Jerusalems weiter verstärken. Diodotos brach von Ptolemaïs gegen Judäa auf und führte Jonatan mit sich mit. Einen militärischen Zusammenstoß mit Simon wollte er vermeiden, und so suchte er mit Jonatan als Geisel seine Forderungen gegenüber den Juden durchzusetzen. Zunächst verlangte er von Simon für die Freilassung von dessen Bruder die Zahlung von 100 Talenten Silber und die Auslieferung von zwei Kindern des Jonatan. Trotz der Erfüllung seiner Bedingungen hielt Diodotos nicht sein Wort, den Gefangenen freizugeben, sondern zog mit ihm nach Idumäa, um von dort nach Jerusalem zu gelangen. Ihn hatte nämlich von der Besatzung der Burg Jerusalems die Bitte um baldige Verproviantierung erreicht. Sein Zug gegen Judäa scheiterte aber, woraufhin er Jonatan in Baskama in der Landschaft Gilead im Ostjordanland etwa im Winter 143/142 v. Chr. hinrichten ließ. Dann kehrte er nach Antiochia zurück.
Simon schloss einen Friedensvertrag mit Demetrios II., der eine weitgehende Autonomie Judäas bewilligte. Ferner vermochte der Makkabäer etwa Anfang 141 v. Chr. Diodotos’ letzten Stützpunkt in Judäa, die Burg von Jerusalem, in seine Gewalt zu bringen. Diodotos dürfte wenigstens die Küstengegend – mit Ausnahme von Joppe – weiterhin beherrscht haben.

### Ausrufung zum König
Über den Verlauf der Kämpfe zwischen Diodotos und Demetrios II. in den Jahren von 142 bis 140 v. Chr. ist aufgrund der mangelhaften Quellenlage nichts bekannt. Demetrios II. konnte aber wohl keine bedeutenderen Erfolge gegen seinen Widersacher erzielen, da damals die Parther unter ihrem König Mithridates I. in Mesopotamien einfielen und Mitte 141 v. Chr. Babylonien eroberten. Anscheinend hoffte Demetrios II., der nun gegen die Parther zu Felde zog, durch einen Sieg über diese Feinde im Osten seines Reichs den Boden dafür bereiten zu können, um danach auch Diodotos niederzuringen. Er geriet jedoch in eine länger andauernde parthische Gefangenschaft, und seine Anhänger waren nur noch in der Lage, wenige Küstenstädte für ihn zu halten.
Diese Ausschaltung seines Konkurrenten stärkte die Stellung des Diodotos. Jedoch sind der Zeitpunkt und die Umstände des Todes des minderjährigen Antiochos VI., für den er die Regentschaft führte, in der Forschung umstritten. Diodotos habe laut den ihm feindlich gesinnten Quellen Antiochos VI. ermorden lassen, um danach selbst die Königswürde zu usurpieren. Es ist aber auch möglich, dass der Knabe – wie von Diodotos behauptet – tatsächlich an den Folgen eines ärztlichen Eingriffs starb. Dass die mit Datum versehenen Münzprägungen Antiochos’ VI. nur bis 142/141 v. Chr. nachweisbar sind, lässt darauf schließen, dass sein Tod in diesem Jahr eintrat. Auch das 1. Buch der Makkabäer erwähnt den Tod des jungen Königs und die anschließende Machtergreifung des Diodotos vor Ereignissen der jüdischen Geschichte des Jahrs 141 v. Chr., und ebenso deutet die Angabe des Josephus, dass die Regierungszeit des kleinen Antiochos vier Jahre gedauert habe, auf dessen Ableben etwa 141 v. Chr. hin. Dem steht aber der einhellige Bericht mehrerer antiker Historiker gegenüber, dass Diodotos seinen Schützling erst nach Demetrios’ Gefangennahme durch die Parther (138 v. Chr.) aus dem Weg räumen und sich selbst zum König proklamieren ließ. Dazu stimmen  Livius’ Angaben, dass Antiochos VI. 146/145 v. Chr. im Alter von zwei Jahren den Thron bestieg und als Zehnjähriger etwa 139/138 v. Chr. verschied.
Jedenfalls nahm Diodotos nach Antiochos’ Tod den Königstitel an. Diese Herrscherproklamation erfolgte durch seine Truppen. Erst nun als König (basileus autokrator) nahm er offiziell den Thronnamen Tryphon an. Das Epitheton Autokrator ist singulär, da es in der damaligen Zeit bei keinem anderen makedonischen oder griechischen Herrscher belegt ist. Laut dem britischen Historiker Edwyn Bevan sollte dieser Beiname eventuell an die Makedonenkönige Philipp II. und Alexander den Großen erinnern, die den Titel Strategos Autokrator als gewählte Anführer der für den Kampf gegen die Perser bestimmten griechischen Streitkräfte geführt hatten. Bevan hält es für wahrscheinlich, dass Diodotos mit diesem Epitheton auf seine Königswahl durch die „freien griechisch-makedonischen Staaten“ anspielen wollte, Wilhelm Hoffmann vertritt die Meinung, Diodotos habe mit dem Titel Autokrator ebenso wie mit seinem Emblem, dem makedonischen (oder griechischen) Helm, seine enge Beziehung zur Armee, der er seine Erfolge und königliche Stellung verdankte, hervorzuheben beabsichtigt. Boris Chrubasik vermutet, dass Diodotos das Epitheton in Nachahmung der Partherkönige angenommen habe, um seine Unabhängigkeit von seinen Vorgängern zu betonen (Autokrator bedeutet wörtlich „Selbstherrscher“). Der kriegerische Unterton des Titels sollte vielleicht der manchmaligen Auslegung des Terminus Tryphe im Sinn von „Weichheit, Schwäche“ entgegenwirken.
Schon auf den von ihm vor dem Tod Antiochos’ VI. geprägten Münzen hatte Diodotos durch entsprechende Wahl der dargestellten Symbole seine Eigenständigkeit und Distanz gegenüber der Seleukiden-Dynastie zu erkennen gegeben. So war die Abbildung eines Helms bisher unüblich gewesen. Auch hatte er neue eigene Prägungen mit dem Bild der beiden Dioskuren zu Pferd in Auftrag gegeben. Nach seiner Thronbesteigung führte er eine eigene, von der Ära der Seleukiden unabhängige Zählung seiner Regierungsjahre ein, was den Bruch mit der vorigen Dynastie ebenfalls verdeutlicht. Seine nunmehr geschlagenen Münzen zeigen ihn als reifen Mann mit dicklichem Gesicht und langem, wallendem Haar, womit das von ihm durch seinen Beinamen Tryphon ausgedrückte politische Programm des Wohlstands betont wird.
Diodotos bemühte sich um die Anerkennung seiner Herrschaft durch die Römische Republik, indem er um 139/138 v. Chr. eine Delegation nach Rom entsandte, die dem Senat eine goldene Nike-Statue im Wert von 10.000 Goldstücken überbrachte. Die Senatoren nahmen jedoch die Statue nur als Gabe des bereits toten Antiochos VI., nicht aber als Spende des Diodotos an. Damit drückten sie wohl vorsichtig ihre Missbilligung von Diodotos’ Usurpation aus.

### Kampf gegen Antiochos VII.; Tod
Bald nach der Gefangennahme des Demetrios II. durch die Parther begann sein Bruder Antiochos VII. noch im Jahr 138 v. Chr. seine Invasion Syriens. Er landete in Seleukeia Pieria, heiratete die Gattin seines gefangenen Bruders, Kleopatra Thea, und nahm den Kampf gegen Diodotos auf. Ein Teil von Diodotos’ Söldnertruppen fielen nun zu ihm als dem Vertreter der legitimen Dynastie ab.
Zunächst kam es im oberen Syrien zwischen den beiden Kontrahenten zu einer Schlacht, die Diodotos verlor. Dieser musste nach Phönizien zurückweichen und zog sich zunächst in die gut befestigte Küstenstadt Dora zurück, wo ihn Antiochos VII. belagerte. Die Truppenstärke des Seleukiden habe laut dem Verfasser des Ersten Makkabäerbuchs angeblich 120.000 Infanteristen und 8000 Reiter betragen, eine zweifellos stark übertriebene Angabe. Ein nahe der Stadt ausgegrabenes Schleuderblei, das die Inschrift „Für den Sieg Tryphons. Dora, Jahr 5 [= 5. Regierungsjahr Tryphons 138/137 v. Chr.]. Die Stadt der Dorianer, koste von dieser Frucht“ trägt, belegt diese Belagerung archäologisch.
Die Belagerung von Dora zog sich in die Länge, und schließlich gelang Diodotos per Schiff die Flucht, die ihn über Ptolemais und Orthosia nach Apameia am Orontes führte. Laut Frontinus, einem antiken Verfasser einer Schrift über Kriegslisten, habe Diodotos auf seiner Flucht Münzen ausgestreut und sei dadurch den ihn verfolgenden Soldaten, welche das Geld einsammelten, entkommen. In Apameia wurde Diodotos ebenfalls eingeschlossen und endete wahrscheinlich im Jahr 137 v. Chr., nach einigen Quellen durch Selbstmord, während er laut anderen hingerichtet wurde.